# ロジャー・コーマン プレゼンツ
ロジャー・コーマン・プレゼンツ とは、映画プロデューサーのロジャー・コーマンがアメリカ合衆国のケーブルテレビ局であるShowtimeのために製作した映画作品シリーズ。

## 製作
Showtime側が、R・コーマンにSFとホラーの長編映画シリーズを製作するアイデアを持ちかけた。
1995年1月に撮影を開始し、6月中旬には13本の撮影を終えた。後に、R・コーマンは、「撮影をしない日はなかったと思う。週末も撮影したし、自分のスタジオでも撮影していたよ。地方でも撮影してたし、それに、モスクワとマニラで、それぞれ1本ずつ、撮影しました。つまり、私たちはこれ（映画撮影）でもって世界中を飛び回っていたんだ」と語った。
しかしながら、R・コーマンは結局、第1シーズンであと2作を製作し直すことになった。R・コーマンによれば、「実は、その2作は、Showtimeが多くの市場調査をして選んだものなんだ。私はエドガー・アラン・ポーの作品のリメイクはしたくないと言っていた。なぜなら、ヴィンセントのいないE・A・ポー作品はやりたくないし、それに、あの時代のスタイルは、作られた当時と同じくらい今見ても新しいと思うからね。19世紀は19世紀であればこそなのですから。ただし、一方で、他の作品は...現代的な映画として、90年代向けにリメイクされたり、最新のものになったり、書き直されたりしやすかった」とのことであった。
他の9本はオリジナルであった。R・コーマンは、「そのうちの1本は、十分な企画開発を進めることができなかったので、脚本を購入したよ」と語っている。そして、「今年に入る前に13本のうち3本を撮影し、残りの10本は5ヵ月半で撮影しました。ただし、すべての脚本を開発することはできなかったので、『Terminal Virus』という映画に関しては購入した脚本です。その作品が最後の作品になるのですが、残りはすべて自分たちで開発した脚本でした」と続けた。

### 公開
1999年まで、「ロジャー・コーマン プレゼンツ」のもと、様々な映画が散発的に公開された。

## セレクト・フィルモグラフィ

### 第1シーズン
- Ep. 1 - Suspect Device – aired 11 July 1995
- Ep. 2 - The Alien Within a.k.a. Unknown Origin – 18 July 1995
- Ep. 3 - Sawbones – 25 July 1995
- Ep. 4 - Virtual Seduction – 1 August 1995
- Ep. 5 - Burial of the Rats –  8 August 1995
- Ep. 6 - Not Like Us – 15 August 1995
- Ep. 7 - Black Scorpion – 22 August 1995 (USA)
- Ep. 8 - The Wasp Woman – 29 August 1995
- Ep. 9 - Not of This Earth – 5 September 1995
- Ep. 10 - A Bucket of Blood a.k.a. Dark Secrets and The Death Artist – 12 September 1995
- Ep. 11 - Hellfire  a.k.a. Blood Song – 26 September 1995
- Ep. 12 - Piranha – 1 October 1995
- Ep. 13 - Terminal Virus – 3 October 1995
- Ep. 14 - Where Evil Lies

### 第2シーズン
- Ep. 15 - Spectre a.k.a. House of the Damned – 13 July 1996
- Ep. 16 - Inhumanoid a.k.a. Circuit Breaker – 20 July 1996
- Ep. 17 - Alien Avengers a.k.a. Welcome to Planet Earth – 3 August 1996
- Ep. 18 - Shadow of a Scream – 10 August 1996
- Ep. 19 - Subliminal Seduction – 10 August 1996
- Ep. 20 - Last Exit to Earth – 17 August 1996
- Ep. 21 - Humanoids from the Deep – 14 September 1996
- Ep. 22 - Death Game – 21 September 1996
- Ep. 23 - Vampirella – 28 September 1996
- Ep. 24 - Scene of the Crime a.k.a. Ladykiller – 5 October 1996
- Ep. 25 - When the Bullet Hits the Bone – 12 October 1996[4]
- Ep. 26 - Marquis de Sade a.k.a. Dark Prince: Intimate Tales of Marquis de Sade – 19 October 1996
- Ep. 27 - Black Scorpion II – 13 May 1997
- Ep. 28 - Alien Avengers II – 25 October 1997
- Ep. 29 - Spacejacked – 8 November 1997
- Ep. 30 - The Haunted Sea – 17 November 1997